# Klaus Berg (Jurist)

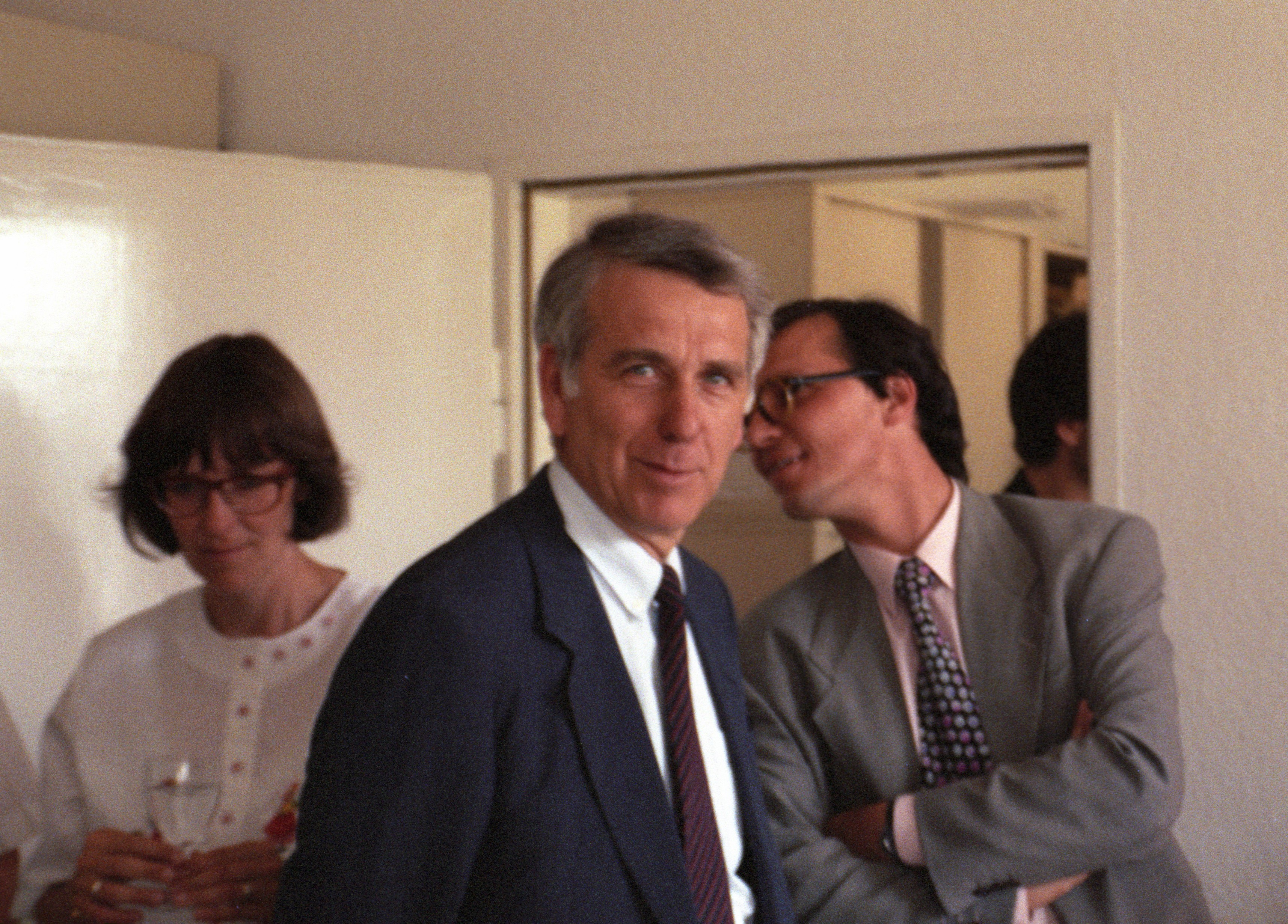
Klaus Berg 1995

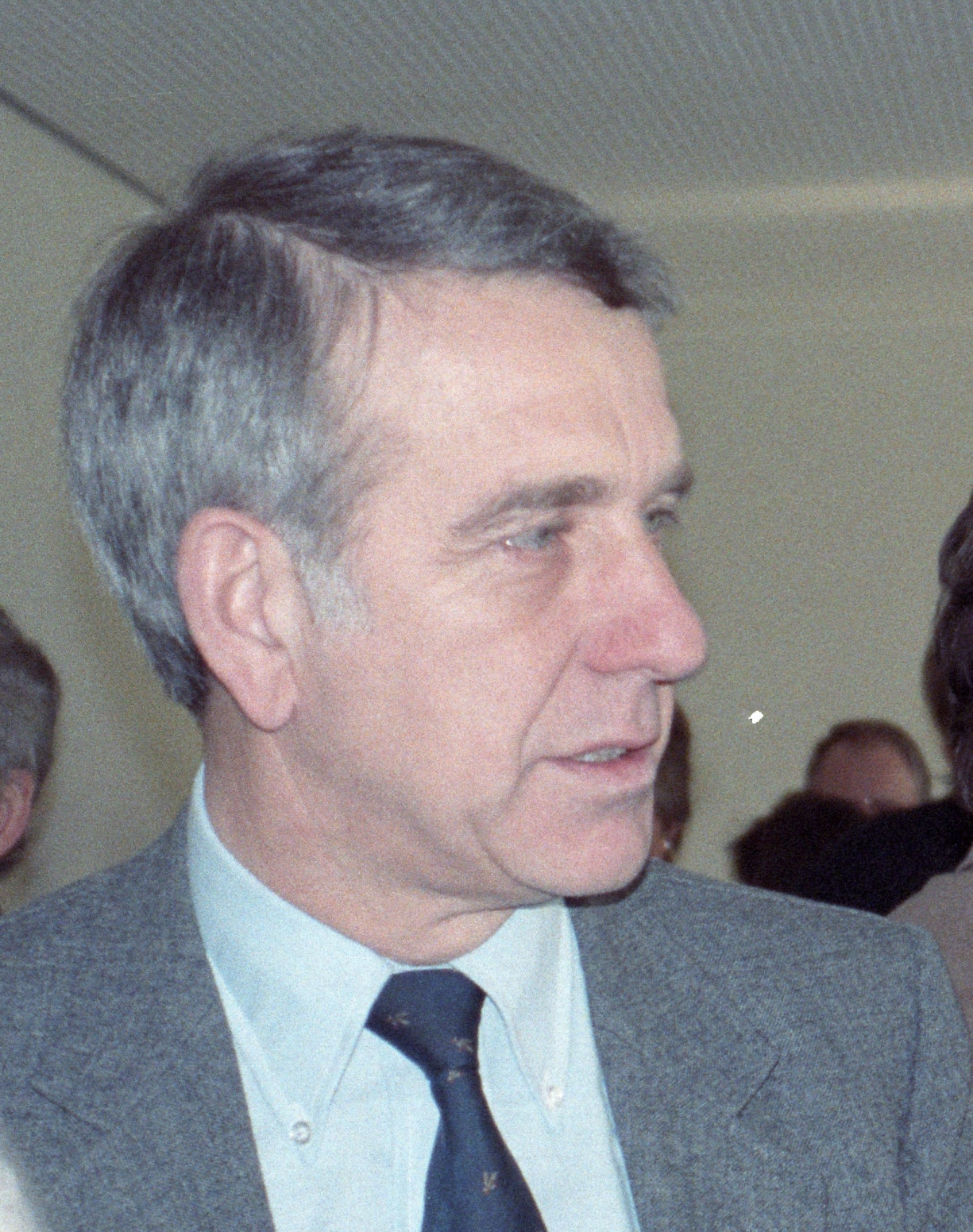
Klaus Berg 1993

Klaus Berg (* 7. November 1937 in Mainz) ist ein deutscher Jurist und Medienmanager. Er war von Mai 1993 bis Ende 2002 Intendant des Hessischen Rundfunks und wirkte als Honorarprofessor für Medienrecht an der Johann Wolfgang Goethe-Universität Frankfurt am Main.

## Leben
Berg studierte nach dem Abitur, das er 1957 in Hanau ablegte, Rechtswissenschaft in Frankfurt am Main. Als Universitätsassistent spezialisierte er sich auf Presse- und Rundfunkrecht. 1964 begann Berg seine Berufstätigkeit als Referent in der Juristischen Direktion des Hessischen Rundfunks. 1966 promovierte er mit einer Dissertation zu Presserecht und föderalistischer Verfassungsstruktur zum Doktor der Rechtswissenschaften. Von 1980 an war Berg als Justitiar beim Norddeutschen Rundfunk tätig. 1993 wurde er zum Intendanten des Hessischen Rundfunks berufen. In dieser Eigenschaft leitete er für die ARD die Kommissionen Medien und Fortbildung.
Gemeinsam mit Hugo Müller-Vogg, dem früheren Herausgeber der Frankfurter Allgemeinen Zeitung, wurde Berg 2005 für die Verdienste um die Publizistik in Deutschland und Hessen der Hessische Verdienstorden verliehen.
Ab 1983 war Berg bis 2003 Honorarprofessor für Medienrecht an der Universität Frankfurt am Main, nachdem er dort bereits zuvor ab 1977 als Lehrbeauftragter tätig gewesen war. Am Fachbereich Rechtswissenschaft der Goethe-Universität Frankfurt war er an Gründung und Aufbau des Institutes für in- und ausländisches Medienrecht beteiligt.
Auch war Berg der erste Geschäftsführer der Arbeitsgemeinschaft Fernsehforschung (AGF).
Klaus Berg ist verheiratet und Vater von drei Kindern.

## Ehrungen
- August-Gaul-Plakette der Stadt Hanau (2002)[3]
- Hessischer Verdienstorden (2005)

## Schriften
- Mit Wolfgang Lehr: „Rundfunk und Presse in Deutschland. Rechtsgrundlage und Massenmedien.“ Verlag Hase und Köhler, 1971, ISBN 3-7758-0909-0.